# Élections législatives arubaines de 1993
Les élections législatives arubaines de 1993 se déroulent le 8 janvier 1993 à Aruba. Elles sont remportées par la coalition de trois partis menée par le Mouvement électoral du peuple (MEP), au pouvoir depuis 1989, bien que ce dernier enregistre un léger recul. Nelson Oduber est reconduit au poste de Ministre-président d'Aruba.

## Système politique et électoral
L'île d'Aruba est une île néerlandaise des caraïbes organisée sous la forme d'une monarchie parlementaire. L'île forme un État du Royaume des Pays-Bas à part entière depuis qu'elle s'est séparée des Antilles néerlandaises en 1986. La reine Béatrice en est nominalement le chef de l'État et y est représenté par un gouverneur.
Le parlement est monocaméral. Son unique chambre, appelée États d'Aruba, est composée de 21 députés élus pour 4 ans selon un mode de scrutin proportionnel plurinominal dans une unique circonscription. Les États d'Aruba nomment le Ministre-président et les sept membres du Conseil des ministres qu'il dirige. Ce même Ministre-président propose au souverain un gouverneur d'Aruba, représentant de la couronne nommé pour six ans.

## Résultats
|                        |                                       |        |       |        |               |  |  |  |  |
| Partis                 | Partis                                | Voix   | %     | Sièges | +/-           |  |  |  |  |
|                        | Parti populaire arubais (AVP)         | 15 621 | 39,18 | 9      | 1             |  |  |  |  |
|                        | Mouvement électoral du peuple (MEP)   | 14 907 | 37,39 | 9      | 1             |  |  |  |  |
|                        | Organisation libérale d'Aruba (OLA)   | 3 056  | 7,67  | 1      | Nv            |  |  |  |  |
|                        | Alliance démocratique nationale (ADN) | 2 314  | 5,80  | 1      | en stagnation |  |  |  |  |
|                        | Parti patriotique arubain (PPA)       | 2 094  | 5,25  | 1      | en stagnation |  |  |  |  |
|                        | Nouveau parti patriotique (PPN)       | 1 075  | 2,70  | 0      | 1             |  |  |  |  |
|                        | Corona                                | 397    | 1,00  | 0      | Nv            |  |  |  |  |
|                        |                                       |        |       |        |               |  |  |  |  |
| Suffrages exprimés     | Suffrages exprimés                    | 39 867 | 99,07 |        |               |  |  |  |  |
| Votes blancs et nuls   | Votes blancs et nuls                  | 373    | 0,93  |        |               |  |  |  |  |
| Total                  | Total                                 | 40 240 | 100   | 21     | en stagnation |  |  |  |  |
| Abstention             | Abstention                            | 5 440  | 11,91 |        |               |  |  |  |  |
| Inscrits/Participation | Inscrits/Participation                | 45 680 | 88,09 |        |               |  |  |  |  |